# Ota III. Dětleb
Ota III. Dětleb (1122 – 12. května 1160) byl kníže olomouckého údělu v letech 1140–1160, pocházel z Přemyslovské dynastie.

## Životopis
Jeho rodiči byli olomoucký a brněnský kníže Ota II. Černý a jeho manželka Žofie z Bergu. Po neúspěšném pokusu jeho otce stát se českým knížetem a otcově smrti v bitvě u Chlumce (1126) byl otcovými přáteli odvezen do Ruska. Do údělu olomouckého se Ota vrátil až v roce 1140, po smrti Soběslava I. Poté se společně s českou šlechtou a ostatními moravskými údělníky zúčastnil odboje proti Vladislavovi II. Olomoucký biskup Jindřich Zdík vyhlásil nad odpůrci interdikt.
Odboj byl nakonec poražen a následujícího roku vpadl kníže Vladislav na Moravu. Také zásahem papežského legáta se všichni zúčastnění usmířili a nikomu nebyl úděl odňat. S vědomím Oty III. Dětleba posléze napadl Konrád II. Znojemský biskupa Zdíka, jenž ale uprchl.
Později Ota III. s knížetem a králem Vladislavem II. spolupracoval. Odjel s ním na II. křížovou výpravu (1147) i do Polska (1157) a zúčastnil se i veleúspěšného tažení do Itálie (1158).
Zemřel 12. května 1160, jeho manželka Durancie ho přežila zhruba o půl roku. Oba byli pohřbeni v olomouckém klášteře Hradisko. Zůstali po něm jistě dva synové Vladimír a Břetislav.
V roce 2018 byli v kostele sv. Štěpána při komplexu kláštera Hradisko v Olomouci nalezeny mnohokrát přesunuté ostatky Oty III. a jeho ženy Durancie. Mimo ně se v sakristii našli ostatky jejich dcery Marie a syna (není známo zda se jedná o syna Břetislava či Vladimíra). Další ostatky patřili Otovu dědovi Otu I. a jeho ženě Eufemii, kteří daný klášter zakládali.